# جبهه خاورمیانه در جنگ جهانی اول
جبهه خاورمیانه جنگ جهانی اول در بازه زمانی ۲۹ اکتبر ۱۹۱۴ و ۳۰ اکتبر ۱۹۱۸ شاهد اتفاقاتی بود. مبارزان از یک طرف امپراتوری عثمانی (از جمله کردها و برخی قبایل عرب) با پشتیبانی قدرت‌های مرکز، و در طرف دیگر متفقین ازجمله، انگلیسی‌ها (با کمک یهودیان، یونانی‌ها، آشوری‌ها و اکثر اعراب، همراه با هندی‌های امپراتوری بریتانیا)، روس‌ها (با کمک ارمنی‌ها) و فرانسوی‌ها قرار داشتند. پنج کارزار اصلی وجود داشت: جبهه سینا و فلسطین، جبهه بین‌النهرین، جبهه قفقاز، جبهه ایران و نبرد گالیپولی. چندین نبرد دیگر جزئی نیز وجود داشت مانند انقلاب بزرگ عربی، و حملات جنوب عربستان.
هر دو طرف از نیروهای نامتقارن محلی در منطقه استفاده کردند. در طرف متفقین اعرابی بودند که در شورش اعراب (علیه امپراتوری عثمانی) شرکت داشتند و شبه نظامیان ارمنی که در مقاومت ارمنستان در طول نسل‌کشی ارامنه شرکت کردند. همراه با واحدهای داوطلب ارمنی، شبه‌نظامیان ارمنی در سال ۱۹۱۸ سپاه ارامنه جمهوری اول ارمنستان را تشکیل دادند. علاوه بر این، آشوریان پس از نسل‌کشی آشوریان، با تحریک جنگ استقلال آشور، به متفقین پیوستند.
نقش روسیه در نتیجه آتش‌بس ارزنجان (۵ دسامبر ۱۹۱۷) پایان یافت، پس از آن دولت انقلابی روسیه تحت شرایط معاهده برست-لیتوفسک از جنگ خارج شد. ارمنی‌ها در کنفرانس صلح ترابزون (۱۴ مارس ۱۹۱۸) شرکت کردند که منجر به معاهده باتوم در ۴ ژوئن ۱۹۱۸ شد. عثمانیان در ۳۰ اکتبر ۱۹۱۸ آتش‌بس مودروس را با متفقین پذیرفتند و در ۱۰ اوت ۱۹۲۰ معاهده سور را امضا کردند و بعداً معاهده لوزان در ۲۴ ژوئیه ۱۹۲۳ منعقد شد.